# Gunnil från Visingsö
Gunnil, Gunilla eller Gunnel, levde 1596, var en svensk klok gumma från Visingsö. Hon åtalades för trolldom tillsammans med sin syster Anna var föremål under ärkebiskop Abraham Angermannus visitationsresa 1596-97. Hennes fall tillhör de mer uppmärksammade bland de många trolldomsmål som ägde rum under ärkebiskopens visitationsresa genom Sverige. Hennes bekännelse betraktas som bland de första i en svensk häxprocess som uttryckligen nämner förbund med Djävulen. 

## Biografi
Gunnil och Anna var två systrar bosatta på Visingsö. Gunnil var gift med fiskaren Jon. Gunnil kallas i hovrättsprotokollet redan i första meningen för en trollkona. Systrarna var verksamma som folkmagiker och naturläkare och utförde både trollkonster och sjukvård mot betalning. De ska ha varit verksamma som kloka gummor i flera årtionden och flera gånger varit ställda inför häradsrätten för trolldom utan att bli avrättade. 

### Första åtalet
Vid ett senare åtal år 1596 uppgavs att systrarna Gunnil och Anna hade anklagats för häxeri och tvingats genomgå ett häxprov (vattenprovet). Båda systrarna hade misslyckats med provet och flutit på vattnet. Anna hade därefter begått ett misslyckat självmordsförsök i fängelset genom att skära sig i halsen. Försöket hade misslyckats och såret hade läkts trots att hon inte hade mottagit någon sjukvård. Läkningen antyddes ha skett med Satans hjälp: "Vem henne läkte, veta icke vi". Trots att systrarna den gången släpptes fria fortsatte de med sin verksamhet som trollkonstnärer. 

### Andra åtalet
Gunnil åtalades inför grevskapstinget 1594. Hon anklagades för att ha förtrollat Håkon i Stigby så han blev sjuk, och sedan botat honom med hjälp av signeri. Under ett helt dygn ska hon ha påverkat eldens värme under bryggkannan hos fogden, så maten aldrig började sjuda över elden eller kunde tillagas: när hon sedan fick en gåva, en halv tunna spannmål, "fick pannan strax bot och begynte till att sjuda så ingen näppeligen kunde henne hejda". 

### Tredje åtalet
Under Angermannus inspektion ställdes Gunnil och Anna återigen inför rätta i Jönköping. Dokumentationen från målet mot Anna saknas, men målet mot Gunnil finns dokumenterat. 
20 juli 1596 stämdes Gunnil av sin kyrkoherde inför biskopen i Jönköping under hans besök där. Hon anklagades för att ha stulit fisk från andras nät, skadat kyrkoherdens barn samt prästgårdens kalvar och herrgårdens boskap med hjälp av trolldom. 
Gunnil erkände det hon anklagades för inför biskopen. Gunnil uppgav att hon hade lärt sig en trollramsa av en klok gumma där Jungfru Maria ingick. Hon läste denna ramsa över nio band av rönnbark med fem knutar. I utbyte fick hon fisk ifrån Vättern och mjölk från boskap.  
Gunnil tillfrågades om hur hon hamnade i Satans tjänst. Hon berättade att Satan en torsdagskväll hade besökt henne klädd som köpman och frågat henne om hon ville anställa honom, och lovat henne hela världen. Hans hand var kall som en järnstång. Han kom till henne tre gånger innan hon sade ja. Under hans tredje besök kom han till henne i gestalt av en jungfru Britta. Han gav henne ett armband av rönnbark med knutar på: varje gång hon lossade på en knut kunde hon släppa lös Satan och skicka honom vart hon ville. Vid ett tillfälle hjälpte hon Satan att fylla en vagn med fisk i från sjön; vagnen drogs av stora och små varelser av hans folk. Hon hade också sänt onda andar att samla på sig två tunnor smör några mil bort, som hon förde till andra sidan sjön till Satans vagn, som drogs av svarta hästar, björnar eller vargar. Andra gången kom andarna med två och halv tunna smör, och tredje gången med tre tunnor. Gunilla sade att hon hade skickat onda andar att ta två kalvar på herrgården och prästgården på Ön: andarna kom med två kalvar, sedan med tre kalvar. Nio år tidigare hade den Onda anden bett henne lägga människoben och tänder från tjuvagalgen i prästens förstuga där barnet skulle bäras över. Då hon vägrat, hade han själv gjort det i hennes närvaro, vilket hade förbannat barnet och gjort det sjukt. Hon uppgav dock att hennes relation till Satan hade försämrats, och att han numera gav henne hugg och bannor då de träffades. 
Gunnil förklarade att Satan hade lovat henne att det var riskfritt för henne att sälja sin själ till honom i utbyte mot rikedom, och att hon hade haft samlag med honom sedan hon hade gått med på hans förslag. Hon förklarade att hon kunde både tömma och åter fylla sjön med fisk, och tömma boskapen på mjölk. Maten gav hon till Djävulen eftersom "den onde behöver och haver lust stundom till färsk mat". Hon sade att senaste gången det skedde, hade Djävulens lass dragits åt honom av en varg. 
Hennes bekännelse beskrevs av myndigheterna: 
"Satan förer henne själv över sjön. Stundom seglar han, stundom ror han. Han haver de kläder han vill på sig och säger han vill hava själen och skall hon inte fara illa. Frågandes om hon kände till de andra som voro vid mötet (vid Sveaå i Västergötland). Nekade därtill och sade det voro fyra eller fem främmande manfolk, somliga bondeklädda, somliga i kläde och menar hon att det är av hans sällskap eftersom de äro så grymma. Men hon förnekar att hennes syster kunde samma konst. Och sade hon att hon inte kunde skaffa honom så mycket mjölk som han ville och är nu vred på henne. Hon haver ock tagit honom i handen och legat honom nära, och är han kall som ett järn".
Hennes relation med Satan hade försämrats sedan hon hade tagit sakramentet i Påsk. Han hade då sagt henne att han inte längre hade någon makt över henne. Det är inte dokumenterat hur rättsprocessen mot Gunnil slutade. Däremot är det känt vad som hände hennes syster Anna. Anna lagfördes samtidigt som Gunnil men 
dokumentation saknas om hennes mål och åtalspunkter, däremot finns i hennes fall domen bevarad. Gunnil uppgav i sin bekännelse att Anna saknade magiska krafter och inte varit inblandad i hennes brott. Anna avgav heller ingen bekännelse. Hon dömdes till nio piskslag, vilket var det normala straffet för trolldom i Sverige fram till den nya häxlagen 1608.

## Kontext
Under 1596-97 företogs en inspektionsresa genom de svenska landskapen under ledning av ärkebiskop Abraham Angermannus. Anledningen var de religiösa spänningarna mellan katoliker och protestanter under den Svensk-polska unionen under Sigismund, som hade kommit till uttryck under Söderköpings riksdag. Syftet var att rensa bort alla avvikelser från den evangeliska läran. Detta gällde både kvardröjande hedniska och katolska sedvänjor, liksom brott som räknades som synder, så som äktenskapsbrott och trolldom.
Inspektionsresan påbörjades i Västergötland och fortsatte sedan genom Småland och Östergötland. Den ledde till Sveriges kanske första våg att häxprocesser, något som fram till 1590-talet hade varit relativt ovanliga i Sverige. Angermannus identifierade under resan 140 fall som bedömdes som trolldom. Majoriteten av dessa fall bedömdes som lindriga, och bestraffningen var i nästan samtliga fall olika former av kyrkotukt, så som att bli piskad med ris, eller att ösas i ansiktet med en hink isvatten. Endast ett fåtal fall ansågs vara allvarliga, och av dessa omnämns fallet med Gunnil och Anna på Visingsö som det kanske mest framträdande.   
Också i Stockholm ägde en stor häxprocess rum kring Geske vid samma tidpunkt. Häxprocesser hade fram till 1590-talet varit mycket ovanliga i Sverige. Enligt den medeltida lagen ansågs trolldom vara en harmlös vidskepelse, och bestraffades normalt enbart om den ansågs ha förorsakat någons död. De åtalade kunde svära sig fria med hjälp av edsvittnen. Detta avspeglades i Angermannus häxprocesser. 
Under inspektionsresan åtalades många kvinnor som uppgav att de kunde bota sjukdomar genom trollramsor de hade fått lära sig av före detta munkar. Bland dem fanns Elin i Järsnäs, som sade sig ha lärt sig trolldom av sin farfar, som varit "munkepräst". En kvinna i Linköping som ryktades kunna trolla pengar ur jorden piskades 15 gånger och östes med tre ämbar vatten, och hotades med att om hon trollade fram mer pengar "skulle en sten bindas om halsen och hon sänkas i sjön". Henning Klockare i Nykil, "En förfärlig och förskräckelig besvärjare och trollkarl, som många ogudaktiga böner, konster, figurer, bokstäver och eljest mycken trolldom och vidskepelse drivit och utövat haver, det många hans skrivna böcker utvisar", som mot betalning botade sjukdom och drev ut spöken, pryglades med 39 piskslag och vattenöstes 9 gånger, och sedan släpptes fri med varningen att straffas "med elden" om han fortsatte. 
Från 1590-talet och framåt började trolldom även i Sverige att associeras med satanspakt, vilket gjorde att det principiellt alltid var straffbart med döden. Denna attitydförändring genomfördes med den nya häxlagen 1608.